# Prasuti
Dans l'épopée hindoue du Mahābhārata, Prasuti (en sanskrit : texteप्रसूति) est une déesse, fille de Svayambhuva Manu et de Shatarupa. Elle est surtout connue comme l'épouse de Daksha de qui elle a enfanté de nombreuses déesses notamment de Satî, Svaha et Kyati,. 

## Mariage
Le mariage de Daksha et Prasūti est considéré comme le premier mariage ayant été célébré dans l'hindouisme. D'après le Vishnu Purana, le Linga Purana (en) et le Padma Purana (en), Daksha et sa femme Prasuti ont eu de nombreuses filles. Le nombre varie de 16 à 60 suivant les auteurs et traditions, mais la plupart des érudits le porte à 24 - Sraddha, Bhakti, Dhriti, Thushti, Pushti, Medha, Kriya, Buddhika , Lajja Gauri, Vapu, Santi, Siddhika, Kirtti, Khyati, Sambhuti, Smriti, Priti, Kshama, Sannati, Anasuya, Urjja, Swaha, Swadha et Sati. Le Padma Purana rapporte que Daksha estimait que 24 filles ne suffisaient pas et produit plus de 60 jeunes filles, bien que ces soixante filles soient mentionnées comme les descendantes d'Asikni (en) dans d'autres textes.